# 핀란드 헌법
핀란드 헌법(핀란드어: Suomen perustuslaki 수오멘 페루스투슬라키[*], 스웨덴어: Finlands grundlag)은 핀란드 공화국의 모든 법률의 최고 출처이다. 헌법은 정부의 기저와 구조, 조직을 정의하며, 핀란드 시민의 기본권을 제시한다. 최초의 헌법은 핀란드가 독립을 선언한 1917년 직후인 1919년에 제헌되었다. 현재 발효 중인 헌법은 2000년 3월 1일자 개헌이다.
핀란드 헌법은 총 13장 131조로 이루어져 있다.
1. 기본 규정
2. 기본적 권리와 자유
3. 의회와 그 의원
4. 의회의 활동
5. 공화국대통령과 정부
6. 입법
7. 국가재정
8. 국제관계
9. 사법행정
10. 적법성 감독
11. 행정 및 자치
12. 국방
13. 결론 규정

## 같이 보기
- 헌법
- 헌제성 법률
- 헌법 경제학
- 입헌주의